# Павлов-Сильванський Микола Павлович
Мико́ла Па́влович Па́влов-Сильва́нський (нар. 1 лютого 1869 — пом. 17 вересня 1908) — російський історик і архівіст, державний і політичний діяч. Автор праць з історії Росії часів Петра I, громадських рухів XVIII-XIX ст., селянства, а також історіографії, автор концепції розвитку «російського феодалізму».

## Біографія

### Перші роки
Павлов-Сильванський народився 1 лютого 1869 р. в Кронштадті в сім'ї військового лікаря. У 1875 році був прийнятий в гімназію при історично-філологічному факультеті Санкт-Петербурзького університету, після закінчення якої в 1888 році вступив на даний факультет і закінчив його в 1892 році. По завершенні університету залишився на кафедрі російської історії з метою підготовки до отримання професорського звання. Одночасно з цим був прийнятий на службу в архів Міністерства закордонних справ. 

### Архівна і викладацька робота
У 1895 році провалив іспит з загальної історії і не пройшов магістерські випробування, що не дозволило йому почати практику професорсько-викладацької діяльності в державних університетах. З 1899 року працював у Державному архіві Міністерства закордонних справ. Перебуваючи в чині діловода 4-го класу фактично заміщав директора архіву. У 1906-1908 рр. в кількох навчальних закладах Санкт-Петербурга, зокрема у вищій вільній школі П. Ф. Лесгафта, читав курси російської історії та історії російського права. У 1907 році отримав посаду професора історії російського права Вищих жіночих курсів. 
17 вересня 1908 р. помер від холери в Санкт-Петербурзі.

## Політична діяльність
У 1890-ті рр. захоплювався соціологічними ідеями легального марксизму. Пізніше був у партії кадетів. У ході революції 1905-1907 рр. проявив демократичні симпатії.

## Наукова діяльність
На формування наукових поглядів Павлова-Сильванського вплинули праці російських істориків Сергія Соловйова, Василя Ключевського та Сергія Платонова. Одночасно з цим велику роль у формуванні наукового світогляду вченого зіграли ідеї великого представника «юридичної школи», історика російського права Василя Сергеєвича. Серед основних наукових заслуг Павлова-Сильванського відзначається доказ існування в Росії в XII-XVI ст. феодального суспільства ідентичного феодальному строю Західної Європи, вироблене методом порівняльно-історичного аналізу в роботах «Феодалізм в Давній Русі» (1907); «Феодалізм в удільній Русі» (видана в 1910 році). При цьому руський та російський феодалізм зводився їм до суми соціальних і політико-юридичних відносин. Визнаються сучасними науковцями також заслуги вченого у вивченні реформаторської діяльності Петра I. Павлов-Сильванский одним з перших вніс вклад у вивчення селянських рухів і суспільної думки Росії XVIII-XIX ст. (погляди Олександра Радищева, Павла Пестеля та інших).

## Павлов-Сильванський про відмінність Русі Київської від Русі Московської
За твердженням історика демократичний період в історії Київської Русі закінчився разом з пограбуванням Києва північноруським князем Андрієм Боголюбським 1169 р. Цю подію Павлов-Сильванський порівнював з «поворотом стрілки вагівниці». Суспільний лад Київської Русі історик характеризував так:
|  | Громадське самоврядування, починаючи з нижчих самоврядних гілок до вищого самоврядного союзу: землі, племені з повновладними народними зборами, вічем. |

Якщо в Київській Русі головну роль у суспільному житті відігравала «громада», то в Московській Русі «боярщина», а згодом «держава».

## Публікації
- Павлов-Сильванский Н. П. Сочинения, т. 1—3, СПБ, 1909—10; (рос.)
- Павлов-Сильванский Н. П. Проекты реформ в записках современников Петра Великого, СПБ, 1897. (рос.)
- Павлов-Сильванский Н. П. Опыт изучения русских проектов и неизданных их текстов, 1897 (рос.)
- Павлов-Сильванский Н. П. Закладничество-патронат // Известия императорского археологического общества, т. IX (рос.)